# Independence (Iowa)
Independence ist eine Stadt (mit dem Status „City“) und Verwaltungssitz des Buchanan County im US-amerikanischen Bundesstaat Iowa. Das U.S. Census Bureau hat bei der Volkszählung 2020 eine Einwohnerzahl von 6.064 ermittelt.

## Geografie
Independence liegt im mittleren Nordosten Iowas beiderseits des Wapsipinicon Rivers, einem rechten Nebenfluss des Mississippis. Dieser bildet rund 100 Kilometer östlich die Grenze Iowas zu Wisconsin und Illinois.
Die Stadt erstreckt sich über eine Fläche von 16,11 km² und verteilt sich über die Sumner, die Washington und die Westburg Township.
Nachbarorte von Independence sind Hazleton (17,3 km nördlich), Winthrop (13,7 km östlich), Quasqueton (15,3 km südöstlich), Rowley (15 km südsüdöstlich), Urbana (28,6 km südlich), Brandon (26,9 km südwestlich) und Jesup (15,1 km westlich).
Die nächstgelegenen größeren Städte sind Wisconsins Hauptstadt Madison (255 km ostnordöstlich), Dubuque an der Schnittstelle der Staaten Iowa, Wisconsin und Illinois (109 km östlich), Cedar Rapids (62,9 km südsüdöstlich), Iowas Hauptstadt Des Moines (217 km südwestlich), Waterloo (42,9 km westlich) und Rochester in Minnesota (220 km nordnordwestlich).

## Verkehr
Entlang des südlichen Stadtrandes von Independence führt in West-Ost-Richtung der zum Freeway ausgebaute U.S. Highway 20. Parallel dazu führt der Iowa State Highway 939 als Hauptstraße durch Independence und kreuzt im Stadtzentrum den Iowa State Highway 150. Alle weiteren Straßen sind untergeordnete Landstraßen, teils unbefestigte Fahrwege sowie innerörtliche Verbindungsstraßen.
Parallel zum IA 939 führt eine Eisenbahnlinie der Canadian National Railway (CN) durch das Stadtgebiet von Independence.
Mit dem Independence Municipal Airport befindet sich im Westen des Stadtgebiets ein kleiner Flugplatz. Der nächste Verkehrsflughafen ist der 76,3 km südsüdöstlich gelegene Eastern Iowa Airport von Cedar Rapids.

## Bevölkerung
Nach der Volkszählung im Jahr 2010 lebten in Independence 5966 Menschen in 2521 Haushalten. Die Bevölkerungsdichte betrug 370,3 Einwohner pro Quadratkilometer. In den 2521 Haushalten lebten statistisch je 2,3 Personen.
Ethnisch betrachtet setzte sich die Bevölkerung zusammen aus 97,6 Prozent Weißen, 0,3 Prozent Afroamerikanern, 0,1 Prozent amerikanischen Ureinwohnern, 0,7 Prozent Asiaten sowie 0,2 Prozent aus anderen ethnischen Gruppen; 1,1 Prozent stammten von zwei oder mehr Ethnien ab. Unabhängig von der ethnischen Zugehörigkeit waren 1,2 Prozent der Bevölkerung spanischer oder lateinamerikanischer Abstammung.
23,9 Prozent der Bevölkerung waren unter 18 Jahre alt, 56,4 Prozent waren zwischen 18 und 64 und 19,7 Prozent waren 65 Jahre oder älter. 53,2 Prozent der Bevölkerung waren weiblich.
Das mittlere jährliche Einkommen eines Haushalts lag bei 51.266 USD. Das Pro-Kopf-Einkommen betrug 27.715 USD. 16,1 Prozent der Einwohner lebten unterhalb der Armutsgrenze.

## Bekannte Bewohner
- Coe I. Crawford (1858–1944) – sechster Gouverneur von South Dakota (1907–1909) und republikanischer US-Senator (1909–1915) – praktizierte kurze Zeit als Anwalt in Indpendence
- Leonard E. Dickson (1874–1954) – Mathematiker – geboren in Independence
- William G. Donnan (1834–1908) – republikanischer Abgeordneter des US-Repräsentantenhauses (1871–1875) – lebte lange in Independence und ist hier beigesetzt
- Hanson E. Ely (1867–1958) – Generalmajor der United States Army, geboren in Independence
- William A. Noyes (1857–1941) – Chemiker – geboren und aufgewachsen in Independence
- Luman Hamlin Weller (1833–1914) – Abgeordneter der Greenback Partei im US-Repräsentantenhaus (1883–1885) – gab eine Zeitung in Independence heraus